# Agriornis murinus
El gaucho chico (en Argentina y Uruguay) (Agriornis murinus), también denominado monjita parda (en Paraguay) o  mero chico, es una especie de ave paseriforme de la familia Tyrannidae perteneciente al género Agriornis. Es nativo del Cono Sur de América del Sur.

## Distribución y hábitat
Anida en el noroeste de Argentina, donde es residente (Catamarca, La Rioja y Córdoba) y en el centro sur (desde Neuquén, Río Negro y suroeste de Buenos Aires al sur hasta Santa Cruz); puede ser que anide también en la zona intermediaria; en los inviernos australes las poblaciones sureñas migran hacia el norte dispersándose por gran parte del resto de Argentina, llegando hasta el centro de Bolivia, oeste de Paraguay y extremo oeste de Uruguay. Fue registrado en el extremo sureste de Río Grande del Sur en Brasil.
Esta especie es considerada poco común en su hábitat reproductivo natural: las estepas arbustivas patagónicas con áreas de pastizales dispersas, principalmente por debajo de los 1500 m de altitud, pero llegando hasta los 2500 m durante la invernada.

## Sistemática

### Descripción original
La especie A. murinus fue descrita por primera vez por los naturalistas franceses Alcide d'Orbigny y Frédéric de Lafresnaye en 1837 bajo el nombre científico Pepoaza murina; su localidad tipo es: «Patagonia».

### Etimología
El nombre genérico masculino «Agriornis» se compone de las palabras del griego «agrios» que significa ‘feroz’, ‘bravo’, y «ornis, ornithos» que significa ‘ave’; y el nombre de la especie «murinus», en latín significa ‘gris ratón’.

### Taxonomía
En el pasado, algunas veces fue colocada en el género Xolmis con base en similitudes de comportamiento y morfológicas, pero actualmente se la incluye normalmente en el presente género. Es monotípica.